# Amphisbaena sanctaeritae
Amphisbaena sanctaeritae är en ödleart som beskrevs av  Paulo Emilio Vanzolini 1994. Amphisbaena sanctaeritae ingår i släktet Amphisbaena och familjen Amphisbaenidae. Inga underarter finns listade i Catalogue of Life.